# Alcyonium yepayek
Alcyonium yepayek is een zachte koraalsoort uit de familie Alcyoniidae. De koraalsoort komt uit het geslacht Alcyonium. Alcyonium yepayek werd in 2007 voor het eerst wetenschappelijk beschreven door van Ofwegen, Häussermann & Försterra. 